# Eta Ceti
Eta Ceti (η Cet) – gwiazda w gwiazdozbiorze Wieloryba. Znajduje się około 124 lata świetlne od Słońca.

## Nazwa
Tradycyjna nazwa gwiazdy, Dheneb, wywodzi się od arabskiego słowa ‏ذَنَب‎ oznaczającego „ogon”, co odnosi się do jej położenia w gwiazdozbiorze. Taką samą etymologię ma Deneb (Alfa Cygni). W „ogonie wieloryba” znajduje się także inna gwiazda o podobnej nazwie, Deneb Kaitos. Jej druga nazwa, Deneb Algenubi, również może być mylona z nazwą innej gwiazdy, Epsilon Leonis (Algenubi).

## Charakterystyka
Eta Ceti jest pomarańczowym olbrzymem o typie widmowym K1, który świeci 78 razy jaśniej od Słońca, o temperaturze około 4600 kelwinów. Jest to gwiazda optycznie podwójna, ale składniki układu charakteryzuje odmienny ruch własny, co oznacza, że słabo świecący towarzysz Ety Ceti (ma jasność wizualną 11m) jest niezwiązaną grawitacyjnie z nią gwiazdą, jedynie widoczną w pobliżu olbrzyma z punktu widzenia obserwatora na Ziemi.

## Układ planetarny
Wokół Ety Ceti krążą dwie planety typu gazowy olbrzym o oznaczeniach Eta Ceti b i Eta Ceti c. Ich orbity znajdują się blisko rezonansu 2:1. Analizy stabilności układu wskazują, że ich rzeczywiste masy są większe od mas minimalnych o czynnik co najwyżej 1,4, zatem nie są to brązowe karły.